# Іванов Володимир Іванович
Івано́в Володи́мир Іва́нович (*1948 — †18 квітня 1995 р., м. Севастополь) — журналіст, головний редактор. Загинув при виконанні службових обов'язків.

## Журналістська діяльність
Був головним редактором щоденної севастопольської газети «Слава Севастополя».

## Обставини загибелі
14 квітня 1995 р. о 17:30 в м. Севастополь Володимир Іванов був тяжко поранений внаслідок вибуху радіокерованого вибухового пристрою, закладеного в урну на автомобільній стоянці біля його будинку. Від отриманих поранень він помер 18 квітня в лікарні.

## Розслідування загибелі
Центр громадських зв'язків УВС м. Севастополя у 1995 р. провів прес-конференцію, на якій було заявлено, що Володимир Іванов був причетний до комерційної мафії. Проте це вбивство досі лишається нерозкритим.
Один із колег по газеті висловив припущення, що В.Іванова могли «прибрати» через те, що в останній час він проводив активну кампанію в газеті з популяризації ідеї вільної економічної зони в Севастополі, а також активно боровся проти появи і розширення нафтобази фірми «Югторсан» біля нафтотерміналу, який поруч із морським портом.

## Вшанування

Могила Володимира Іванова

28 вересня 1997 р. на севастопольському кладовищі, де похований В.Іванов, було відкрито пам'ятник загиблому.
У 1998 р. газета «Слава Севастополя» заснувала журналістську премію імені В.Іванова.
Ім'я В.Іванова викарбувано на Меморіалі журналістів в Музеї новин у Вашингтоні, США. На Меморіалі написано, що «він захищав інтереси етнічних росіян в Криму та виступав проти організованої злочинності й корупції».
14 квітня 2011 р., в 16-ту річницю загибелі Володимира Іванова Президент України Віктор Янукович своїм указом призначив стипендію Президента України його сину Денису Іванову, студенту Кримського юридичного інституту Одеського державного університету внутрішніх справ.